# Râul Limpejioara, Repejioara
Râul Limpejioara este un curs de apă, afluent al râului Repejioara. 